# Samuel Piette
Samuel Piette, né le 12 novembre 1994 à Le Gardeur (Repentigny) au Québec, est un joueur international canadien de soccer. Il évolue au poste de milieu défensif avec le CF Montréal en Major League Soccer.

## Biographie

### Carrière en club
Natif de Repentigny, Samuel Piette commence à jouer au soccer à l'âge de quatre ans aux Lionceaux de Le Gardeur, puis au FC Boisbriand. Dans le cadre d'un partenariat entre le FC Metz et la Fédération de Soccer du Québec, il réalise deux stages d'un mois en France avant d'intégrer définitivement le centre de formation du FC Metz en 2010,. 
En juin 2012, il quitte les structures de jeunes du FC Metz alors que le club est en grande difficulté et que l'équipe phare descend en National. Il rejoint alors la réserve du Fortuna Düsseldorf qui évolue en Regionalliga. Puis le 7 décembre, il obtient sa licence qui lui permet de disputer des matchs officiels avec Düsseldorf. La saison suivante, il fait ses débuts en équipe première lors de la 29e journée de 2. Bundesliga contre le SC Paderborn le 4 avril 2014. Lors de ce match, il entre à la 80e minute de la rencontre, à la place d'Erwin Hoffer (victoire 1-2),. À la fin de la saison, le Fortuna ne lui propose pas de nouveau contrat. 
Au cours de l'été, il effectue un essai au Racing de Ferrol, qui évolue en troisième division, il a su convaincre les dirigeants, mais il refuse l'offre de contrat du Racing. Le 25 août 2014, il signe un contrat d'un an avec l'équipe de réserve du Deportivo La Corogne qui évolue Tercera División. Le 30 novembre, il fait ses débuts avec le Deportivo B en Tercera División face au Bertamiráns FC. Le 8 août 2015, il est prêté au Racing de Ferrol évoluant en Segunda División B. En janvier 2016, il réintègre le Deportivo B, mais le 15 juillet il résilie son contrat avec le Deportivo La Corogne.
Le 16 juillet 2016, il rejoint le CD Izarra qui évolue en Segunda División B. Le 3 août 2017, il est transféré du CD Izarra à l'Impact de Montréal en Major League Soccer,. Il signe un contrat garanti jusqu'à la fin de la saison 2019 puis une année en option. Après de grosses performances durant la Gold Cup 2017, il arrive en milieu de saison dans une équipe en difficulté et est mis en concurrence avec le vétéran Marco Donadel pour la place de récupérateur titulaire.
Il fait ses débuts en MLS le 12 août contre le Union de Philadelphie (victoire 3-0) et il est nommé dans l'équipe type de la semaine 23. Le 25 septembre 2019, il remporte son premier Championnat canadien, à l'issue d'une séance de tirs au but contre Toronto FC. L'Impact exerce l'option de son contrat pour la saison 2020. Peu de temps après, il signe une prolongation de trois ans avec l'Impact, avec une option pour la saison 2023,.

### Carrière internationale
En février 2011, Samuel Piette participe au Championnat de la CONCACAF des moins de 17 ans. Lors de ce tournoi, il dispute quatre rencontres et délivre une passe décisive. Puis, en juin 2011 il participe à la Coupe du monde des moins de 17 ans qui se déroule au Mexique avec l'équipe du Canada des moins de 17 ans. Lors du mondial, il dispute trois rencontres. Le Canada est éliminée au premier tour. Puis, en février 2013, il participe au Championnat de la CONCACAF des moins de 20 ans avec l'équipe du Canada des moins de 20 ans. Lors de ce tournoi, il dispute trois rencontres, et inscrit deux buts contre le Nicaragua et les États-Unis.
Le 23 février 2012, Samuel Piette est convoqué pour la première fois en équipe du Canada par le sélectionneur national Stephen Hart, pour un match amical contre l'Arménie à seulement 17 ans, mais n'entre pas en jeu. Le 17 mai, il est de nouveau convoqué pour un match amical contre les États-Unis.
Le 3 juin 2012, il honore sa première sélection contre les États-Unis. Lors de ce match, Samuel Piette entre à la 86e minute de la rencontre, à la place de Julián de Guzmán. Le match se solde par un match nul et vierge,. Puis, le 27 juin 2013, il fait partie des 23 appelés par le sélectionneur national Colin Miller pour la Gold Cup 2013,. Lors de ce tournoi, il dispute deux rencontres contre la Martinique et le Mexique. Le Canada est éliminée au premier tour. 
Il participe à sa deuxième Gold Cup en juillet 2015. Lors de cette compétition, il joue deux matchs. Le Canada est éliminée au premier tour. Le 4 septembre, il délivre sa première passe décisive en faveur de son coéquipier Atiba Hutchinson, lors du troisième tour des éliminatoires de la Coupe du monde de 2018 contre le Belize (victoire 3-0).
Le 27 juin 2017, il fait de nouveau partie des 23 appelés par le sélectionneur national Octavio Zambrano pour la Gold Cup 2017. Lors de cette compétition, il joue quatre rencontres. Il se met en évidence en délivrant sa troisième passe décisive avec le Canada, lors du match contre la Jamaïque. Le Canada s'incline en quart de finale contre la Jamaïque. Le 30 mai 2019, il fait partie des 23 appelés par le sélectionneur national John Herdman pour la Gold Cup 2019. Lors de cette compétition, il joue deux matchs. Il délivre sa quatrième passe décisive, lors du match contre la Martinique. Le Canada s'incline en quart de finale face à Haïti.
En janvier 2020, il est de nouveau convoqué en équipe du Canada par le sélectionneur national John Herdman, pour des matchs amicaux contre la Barbade et l'Islande. Il est pour la première fois capitaine de la sélection canadienne le 7 janvier 2020, à l'occasion du match amical face à la Barbade. Le match se solde par une victoire 4-1 des Canadiens. Le 15 janvier, il est de nouveau capitaine lors de la défaite face à l'Islande,.
Le 1er juillet 2021, il est retenu dans la liste des vingt-trois joueurs canadiens sélectionnés par John Herdman pour disputer la Gold Cup 2021,.
Le 13 novembre 2022, il est sélectionné par John Herdman pour participer à la Coupe du monde 2022. Cependant, il n'a pas l'occasion de fouler le terrain, n'étant pas utilisé par l'entraineur John Herdman.

## Palmarès
CF Montréal
- Vainqueur du Championnat canadien en 2019 et 2021

## Statistiques
| Saison                | Club                  | Championnat           | Championnat | Championnat | Coupe(s) nationale(s) | Coupe(s) nationale(s) | Compétition(s) continentale(s) | Compétition(s) continentale(s) | Compétition(s) continentale(s) | Séries | Séries | Total | Total |
| Saison                | Club                  | Division              | M.          | B.          | M.                    | B.                    | Comp.                          | M.                             | B.                             | M.     | B.     | M.    | B.    |
| 2013-2014             | Fortuna Düsseldorf    | 2. Bundesliga         | 2           | 0           | -                     | -                     | -                              | -                              | -                              | -      | -      | 2     | 0     |
| 2014-2015             | Deportivo B           | Tercera División      | 23          | 1           | -                     | -                     | -                              | -                              | -                              | -      | -      | 23    | 1     |
| 2015-2016             | Racing Ferrol (prêt)  | Segunda División B    | 14          | 0           | 2                     | 0                     | -                              | -                              | -                              | -      | -      | 16    | 0     |
| 2015-2016             | Deportivo B           | Tercera División      | 14          | 1           | -                     | -                     | -                              | -                              | -                              | -      | -      | 14    | 1     |
| 2016-2017             | CD Izarra             | Segunda División B    | 32          | 0           | -                     | -                     | -                              | -                              | -                              | -      | -      | 32    | 0     |
| 2017                  | Impact de Montréal    | MLS                   | 11          | 0           | -                     | -                     | -                              | -                              | -                              | -      | -      | 11    | 0     |
| 2018                  | Impact de Montréal    | MLS                   | 34          | 0           | 2                     | 0                     | -                              | -                              | -                              | -      | -      | 36    | 0     |
| 2019                  | Impact de Montréal    | MLS                   | 25          | 0           | 4                     | 0                     | -                              | -                              | -                              | -      | -      | 29    | 0     |
| 2020                  | Impact de Montréal    | MLS                   | 22          | 1           | -                     | -                     | LCC                            | 4                              | 0                              | 1      | 0      | 27    | 1     |
| 2021                  | CF Montréal           | MLS                   | 25          | 1           | 3                     | 0                     | -                              | -                              | -                              | -      | -      | 28    | 1     |
| 2022                  | CF Montréal           | MLS                   | 26          | 0           | 2                     | 0                     | LCC                            | -                              | -                              | 2      | 0      | 30    | 0     |
| Total sur la carrière | Total sur la carrière | Total sur la carrière | 228         | 4           | 13                    | 0                     | -                              | 4                              | 0                              | 3      | 0      | 248   | 4     |